# Innes Ireland
Robert McGregor Innes Ireland (Yorkshire, Engleska, 12. lipnja 1930. – Reading, Engleska, 22. listopada 1993.) je bivši britanski vozač automobilističkih utrka.

## Rezultati u Formuli 1
| Sezona | Momčad                     | Šasija       | Motor     | Utrke | Pobjede | Podiji | Bodovi | Plasman |
| ------ | -------------------------- | ------------ | --------- | ----- | ------- | ------ | ------ | ------- |
| 1959.  | Team Lotus                 | Lotus 16     | Climax L4 | 6     | 0       | 0      | 5      | 14.     |
| 1960.  | Team Lotus                 | Lotus 18     | Climax L4 | 8     | 0       | 3      | 18     | 4.      |
| 1961.  | Team Lotus                 | Lotus 21     | Climax L4 | 7 (6) | 1       | 1      | 12     | 6.      |
| 1962.  | UDT-Laystall Racing Team   | Lotus 24     | Climax V8 | 8     | 0       | 0      | 2      | 16.     |
| 1963.  | British Racing Partnership | Lotus 24 BRP | BRM V8    | 6     | 0       | 0      | 6      | 9.      |

## Pobjede

### Formula 1
| Rb. | Sezona | Datum        | Velika Nagrada | Staza        | Momčad     | Šasija   | Motor             | Gume | Grid |
| --- | ------ | ------------ | -------------- | ------------ | ---------- | -------- | ----------------- | ---- | ---- |
| 1.  | 1961.  | 8. listopada | VN SAD         | Watkins Glen | Team Lotus | Lotus 21 | Climax FPF L4 1.5 | D    | 8.   |

## Vanjske poveznice
- Innes Ireland na racing-reference.info